# Urraca de Zamora

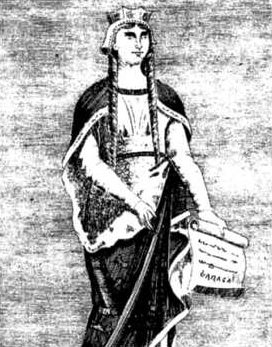
Urraca de Zamora, segundo uma gravura editada na revista: Zamora Ilustrado de 1882.

Urraca de Zamora também denominada como Urraca Fernandez (Leão, 1033 - Leão, 1101). foi uma infanta do Reino de Leão. Foi a filha mais velha do rei Fernando I de Leão "o Grande" ou "O Magno" (c. 1016 - 27 de dezembro de 1065) e sua esposa, a rainha Sancha I de Leão (1016 - 7 de novembro de 1067). 
Recebeu com a morte de seu pai os territórios de Zamora, como este havia predestinado ainda em vida.

## Biografia
- Gómez, Amelia, "D. Urraca", Bertrand, 2008

Nota: Tradução portuguesa do original espanhol "Urraca : Señora de Zamora", publicada pela Livraria Bertrand, 2008. traduzida por Lídia Geer